# Баклажанна вулиця
Баклажа́нна ву́лиця — вулиця в Подільському районі міста Києва, садове товариство «Арсеналець». Пролягає від вулиці Стеценка до вулиці Івана Виговського.
Прилучається Кизилова вулиця.